# Clotilde Bernos
Pour les articles homonymes, voir Bernos.
 (mai 2023).
Clotilde Bernos, née le 14 avril 1950 à Paris, est une auteure et illustratrice française en littérature jeunesse. Ses histoires traitent de sujets comme le Sida, la pauvreté, l'exclusion, l'amitié

## Biographie
Clotilde Bernos naît à Paris le 14 avril 1950. Elle a exercé de nombreux métiers et a beaucoup voyagé. Elle a été tour à tour danseuse, artisane, hôtesse de l'air, navigatrice, professeure de français, elle a vécu dans plusieurs pays et en Provence. Elle a proposé, en plus de son travail d'auteure, des ateliers d'écriture dans les écoles, des rencontres et lectures publiques et des résidences. En 2024, elle réside à Guérande, en Loire-Atlantique.
Ses histoires traitent de sujets comme le Sida, la pauvreté, l'exclusion, l'amitié,. L'un de ses livres notamment, Tellement tu es mas sœur, raconte l'histoire d'une enfant atteinte du sida à la suite d'une transfusion sanguine. Hélène Jaccomard dans « Lire le sida : témoignages au féminin » fait une analyse des récits féminins, dont celui de Bernos sur ce sujet.

## Récompenses
- 2013 : prix de la Nouvelle pour La pleureuse du Bâtiment L, éditions Montreuil[4]
- 2013 : prix Poésie des lecteurs Lire et faire Lire, au Salon du livre de Paris Porte de Versailles pour Les jours sont fous, le temps itou[9]

## Publications
Elle a participé à de nombreuses œuvres, dont :
- Orchidée, Ipomée/Albin Michel, 1995
- Qui est Prunella Banana ?, Ipomée/Albin Michel, 1996
- Louba M’bâ, Le Sablier, 1998
- Noël Baobab, Nathan, 1999
- Je veux un lion, roman, Le Seuil, 1999
- Noanah, Le Sablier, 2000
- Pimpon – Le métier bleu, Le Sablier, 2001
- Le gros chien de Petit Monsieur, Milan, 2001
- Cloche, roman, Le Jasmin, 2001
- Ma sœur m’adore, Lito, 2002
- Moi, Ming, Rue du Monde, 2002
- Ti Tsing, Le Sablier, 2002
- La Diva Maria Gertruda, Nathan, 2002
- Suzie est la seule…, Lo Païs d’enfance, 2002
- Achille, le crocodile qui chante, Mango, 2003
- Pimpon – Un bébé fourmi dans ma chaussette !, Le Sablier, 2003
- L’oiseau et l’enfant, Milan, 2003
- Oh là là Lola, roman, Rue du Monde, 2003 (Prix du Roman Jeunesse – Lyon)
- Câbouna, Texte et illustrations, album, Lo Païs – Le Rocher, 2004
- Tellement tu es ma sœur !, roman, Syros, 2004
- Crapaud Ouaouaron et la création du monde (F. Beiger), Illustrations, album, Belin, 2004 (Sélection Prix des Incorruptibles 2006)
- Pour toi, Anissa, Je fonce à deux cents années lumières, roman, Syros, 2005
- La petite tortue, gardienne du ciel (F. Beiger), Illustration, album, Belin, 2005
- Fais ton lit, Lili !, Texte, album, Lito, 2006
- Le si gentil Monsieur Henry, roman, Thierry Magnier, 2006
- Ouazo, Texte et illustrations, album, Lo Païs – Le Rocher, 2006
- L’emprise, Texte et illustration de couverture, pour adultes avertis, témoignages, Clc Editions, 2007
- La petite morte du canal, roman, pour adultes avertis, Clc Editions, 2007
- L’autre, album, Contrat en cours, 2007
- La pleureuse du Bâtiment L, Montreuil (Prix de la nouvelle)
- Johny John, Album, Le Sablier, 2008
- Cléyia, petit rat de l'Opéra (2009)
- Volubilis (2010)
- Les jours sont fous, le temps itou, compésies (2010) avec Clotilde Bernos comme Illustrateur
- Anissa, je t'aime (2011)
- L'arbre essoufflé de vent (2011) avec Clotilde Bernos comme Illustrateur
- La petite fille qui voulait tout (2011)
- Petit lion (2012)
- Chapeau bonheur (2012)
- Ram et Lila, à l'ombre du margousier (2012)
- Fleur de béton (2014)
- C'était quand demain? (2015)
- Picouli, Points de suspension, 2016
- Alors, Alfred ?, Bulles de savon, 2015
- Mon mini frère, dessins de Gilles Freluche, Oskar éditeur, 2017